# Gomlumannatindur
Gomlumannatindur är ett berg på ön Eysturoy i norra delen av ögruppen Färöarna. Berget har en högsta topp på 703 meter, vilket gör det till öns femte högsta topp. Gomlumannatindur är beläget på den norra delen av ön och ligger i ett område med flera höga berg. Berget skiljs av smal fjord från det bergsmassiv som rymmer Svartbakstindur och Blámansfjall.